# Editto perpetuo (1577)
L'editto perpetuo del 1577 (conosciuto anche come editto di Marche-en-Famenne) fu siglato il 12 febbraio 1577 a Marche-en-Famenne dal nuovo Governatore generale spagnolo dei Paesi Bassi spagnoli, Don Giovanni d'Austria dopo lunghe trattative.
Questo accordo ha previsto il ritiro delle forze spagnole dai Paesi Bassi. Inoltre, l'editto ha deciso di sostenere i principi della Pacificazione di Gand. Tuttavia, nel luglio del 1577, Don Giovanni cominciò a pianificare una nuova campagna contro i ribelli olandesi. La Regina inglese Elisabetta I ha approvato sia la Pacificazione di Gand che l'editto del 1577, offrendo tuttavia prestiti e aiuti militari agli orangisti. Quando divenne chiaro che Don Giovanni sarebbe tornato indietro rispetto al suo accordo, la regina Elisabetta ha pianificato la difesa delle province ribelli con ausilio di £100.000 sterline e invio di truppe contro l'Armata delle Fiandre se Don Giovanni avesse attaccato.

## L'editto perpetuo
Una proposta di armistizio degli "Stati Generali" venne accettata da don Giovanni d'Austria il 15 dicembre 1576.
Le condizioni dettate dagli "Staten-Generaal" furono adottate il 27 gennaio 1577 da don Giovanni e firmate il 12 febbraio a Marche-en-Famenne.

## Termini
Con questo editto, composto da 19 articoli, i contraenti si impegnavano a:
- Accettare gli accordi contenuti nella Pacificazione di Gand;
- Le province ribelli riconoscevano Filippo II come loro re e Don Giovanni d'Austria come loro tutore;
- Il rispetto della religione cattolica da parte delle province ribelli a maggioranza calvinista;
- I tercio spagnoli, italiani, tedeschi e borgognoni dovevano lasciare il paese venti giorni dopo la ratifica dell'editto da parte di Filippo II;
- Entrambe le parti rinunciano a qualsiasi alleanza contraria all'editto sottoscritto;
- Amnistia generale.

## Evoluzione
L'arrivo dell'arciduca arciduca Mattia d'Asburgo nel 1577 con la pretesa di presentarsi come governatore dei Paesi Bassi e l'utopia di un ritorno al cattolicesimo delle province protestanti hanno di fatto reso carta straccia l'"editto perpetuo". Già il 1 ° agosto 1577 Don Giovanni ha attaccato Anversa in un attacco a sorpresa.

Subito dopo l'Unione di Arras, un paio di settimane dopo, il 23 gennaio 1579, è stata siglata l'Unione di Utrecht, con la quale di fatto fu sancita la separazione tra i Paesi Bassi del sud e del nord. Ma la guerra ancora non era finita.